# Uli der Knecht (Film)
Uli der Knecht (Verleihtitel in Deutschland auch Junge Jahre der Liebe) ist die Verfilmung des gleichnamigen Romans von Jeremias Gotthelf durch Franz Schnyder aus dem Jahre 1954. Es handelt sich um einen der bekanntesten Schweizer Filme. Die Hauptrollen sind mit Hannes Schmidhauser in der Titelrolle sowie Liselotte Pulver als Magd Vreneli und Heinrich Gretler als Bodenbauer besetzt.

## Handlung
Uli ist Knecht beim Bodenbauer. Er trinkt oft in Gaststätten mit Bauernsöhnen aus der Gegend und erledigt seine Aufgaben liederlich bis mittelmässig. Sein Meister redet ihm ins Gewissen und Uli reisst sich nach anfänglichem Aufbegehren zusammen.
Auf Initiative seines Meisters wird er Meisterknecht auf dem grossen, aber heruntergewirtschafteten Hof des Glunggenbauern. Er trifft dort auf eine weitgehend feindselige Umgebung. Die Knechte und Mägde sind besserwisserisch und faul, der Meister hinterlistig und falsch. Einzig die Bäuerin und Vreneli, eine uneheliche Magd, meinen es gut mit ihm. Mit der Zeit bemerken aber alle, dass Uli ein fähiger Meisterknecht ist, und die Tochter des Glunggenbauers will sich mit ihm vermählen. Anlässlich eines Kuraufenthalts in einem Bad lernt sie jedoch einen vermeintlich reichen Baumwollhändler kennen und heiratet diesen. Uli hingegen interessiert sich mehr für Vreneli.
Nach einigem Zögern und unter Vermittlung der Glunggenbäuerin stimmt Vreneli einer Heirat zu. Da sich die Nachkommen des Glunggenbauern nicht auf eine Nachfolgeregelung einigen können, wird Uli schließlich Pächter auf dem Glunggenhof.

## Produktion

### Produktionsnotizen, Hintergrund
Für das Gotthelf-Jahr 1954 erwarb Produzent Oscar Düby die Filmrechte an Jeremias Gotthelfs Roman Wie Uli der Knecht glücklich wird – Eine Gabe für Dienstboten und Meisterleute für die Gloriafilm. Das Budget belief sich auf 600'000 Franken. Zunächst war Leopold Lindtberg als Regisseur vorgesehen. Da die Geldgeber aber einen Berner Regisseur wünschten, kam nur mehr Franz Schnyder in Frage. Noch vor Beginn der Dreharbeiten verlor der Produzent die Kontrolle an den Produktionsleiter Max Dora, der Kürzungen am Drehbuch durchsetzte und die Produktion auch zu Ende führte. Richard Schweizer und Christian Lerch schrieben die berndeutschen Dialoge.

### Dreharbeiten
Die Dreharbeiten des von Praesens-Film (Zürich) vorgestellten und Gloriafilm Zürich produzierten Films dauerten von April bis Juni 1954. Die fünf Kulissen der Innenszenen baute Max Röthlisberger im Filmstudio Rosenhof in Zürich auf. In Brechershäusern, Eggiwil, Heimischmatt, Würzbrunnen und Bern entstanden die Aussenaufnahmen. Hermann Haller half beim Schnitt. Der Schauspieler Hans Gaugler war Regieassistent.

### Veröffentlichung, Erfolg
Die Erstaufführung des Films fand am 19. Oktober 1954 im Zürcher Kino Scala statt. Der ländliche Film war auch in den Städten ein Erfolg. Man zählte nicht weniger als 1,6 Millionen Eintritte in der Schweiz, wodurch die Kosten bereits im Inland eingespielt wurden. Die Fortsetzung Uli der Pächter kam im Jahr darauf in die Kinos. 
Die deutsche Synchronfassung für die Bundesrepublik sprachen die Darsteller selbst. Das Schweizer Fernsehen strahlte den Film erstmals am 25. Dezember 1971 aus. Aus Anlass des 10. Todestages des Regisseurs wurde der Originalfilm restauriert und digitalisiert.

## Kritik
“Verfilmung der klassischen Schweizer Volkserzählung von Jeremias Gotthelf. Eine episch breite, besinnlich und humorvoll zugleich konzipierte Heimaterzählung in behutsam verinnerlichter Darstellung.”